# Consuelo Ulloa
Consuelo Ulloa Bittar (Santiago, 26 de diciembre de 1989), más conocida como Miau Astral, es una astróloga, tarotista, escritora, socióloga y personalidad de internet chilena. Se hizo conocida por sus lecturas y explicaciones astrológicas sobre la realidad chilena, la publicación de su libro Astrología para tiempos difíciles en 2019, que condujo a ser uno de los libros más vendidos durante el estallido social en Chile. Ha participado en diversos medios de comunicación difundiendo información de astrología y análisis de personajes contingentes de la realidad nacional.

## Biografía
Ulloa creció en Macul, Santiago, en el seno de una familia muy estructurada y tradicionalista. Hija de una sargento primero del Ejército de Chile de ascendencia siria y de un ferretero, a los nueve años obtuvo su primer mazo de tarot como un regalo familiar.
En 2002 ingresó al liceo Carmela Carvajal de Prat, desde donde la expulsaron a los quince años por problemas de conducta e ideas políticas. Después de que solicitara personalmente durante un año completo a la directora del establecimiento ser reaceptada, se graduó en ese colegio en 2007.
En 2009 ingresó a la carrera de Sociología en la Universidad Católica mientras realizaba trabajos esporádicos como mesera, copera o vendedora para costear su escolaridad. Realizó su tesis sobre fecundidad adolescente y políticas públicas; por este trabajo ganó en 2015 el primer lugar del concurso «Piensa en la Juventud» del Instituto Nacional de la Juventud, por una investigación realizada en CEPAL de Naciones Unidas.

## Trayectoria
En 2015 empezó a estudiar astrología de manera autodidacta. Una de sus principales referencias de aquel momento fue la astróloga venezolana Mia Pineda, conocida como Mia Astral, de quien se inspiró para crear su seudónimo y su consiguiente cuenta de redes sociales, Miau Astral. 
Desde aquel momento, utilizó sus redes sociales para compartir consejos esotéricos, mientras empezaba sus primeras lecturas de carta astral a amigos y conocidos. En 2018 decidió dejar su trabajo como socióloga para dedicarse totalmente a la lectura de cartas astrales. Esto la catapultó a la popularidad en medios de comunicación, donde escribió para diarios como The Clinic y La Tercera.
En 2019, cuando ya era una personalidad de internet, publicó su primer libro llamado Astrología para tiempos difíciles: una guía para entender la carta astral y, de paso, a uno mismo. Le siguieron Astrología karmática: la guía para el espíritu y el cambio social (2020) y Astrología lunar (2022), todos publicados con Editorial Planeta. Actualmente sus libros han vendido más de 22.000 copias.[cita requerida]
En 2021 participó del programa Mucho Gusto de Mega, donde leyó la carta astral de todos los candidatos a la presidencia del país en ese momento. Su predicción sobre el triunfo de Gabriel Boric fue acertado y viralizado por los medios de comunicación en ese momento.
Además de la publicación de sus libros, se encuentran sus podcasts Amor en Visto en The Clinic, la participación recurrente en el podcast Caseritas de Súbela Radio y la conducción de El 78% en Holística Radio. También organizó el Encuentro Virtual de Astrología Feminista durante la pandemia de COVID-19 en 2020 y participó como tarotista en el festival Lollapalooza 2023.

## Controversias
Ulloa solía ser asidua a usar sus plataformas digitales, sobre todo sus redes sociales, para denunciar el comportamiento de diferentes personalidades públicas. En 2021 acusó en su Instagram a la cantante chilena Cami de no pagarle por su trabajo.
En 2022 se enfrascó en una discusión en Twitter con la astrónoma y divulgadora científica Teresa Paneque, quien había cuestionado el sustento científico de la astrología, generándose un acalorado debate sobre la validez de la astrología en dicha red social, teniendo repercusión en medios mainstream.
En mayo de 2024, tras una filtración desde Fiscalía y un artículo publicado por la periodista Leslie Ayala, se hizo público un recurso de protección impuesto por una expareja de Ulloa, quien denunció a la justicia chilena a la astróloga por ciberacoso.Se defendió de las acusaciones en una entrevista con el periodista Julio César Rodríguez, responsabilizando al denunciante de su poca claridad y ambivalencia con respecto al vínculo afectivo entre ambos. Además declaró estar viviendo una situación de duelo durante esta relación, debido a la muerte de su mejor amiga por cáncer de mama. 
El 11 de octubre de 2024 la Novena Sala de la Corte de Apelaciones de Santiago ordenó a Ulloa a abstenerse de enviar correos electrónicos y hablar mal del denunciante en sus medios sociales. En enero de 2025, Ulloa concedió una entrevista relatando el acoso mediático que vivió tras la denuncia.
El 26 de diciembre de 2024 lanzó sus cuentas de contenido para adultos en Onlyfans y Arsmate, bajo un personaje de dominatrix, denominado gótica culona por ella misma.

## Publicaciones
| Año         | Título                                  | Editorial  |
| ----------- | --------------------------------------- | ---------- |
| 2019        | Astrología para tiempos difíciles       | Planeta    |
| 2020        | Astrología Karmática                    | Planeta    |
| 2022        | Astrología Lunar                        | Planeta    |
| 2020 - 2024 | Columnas de astrología en Revista Paula | La Tercera |

## Podcasts
| Año(s)      | Título del Podcast              |
| ----------- | ------------------------------- |
| 2019 - 2020 | Amor en Visto                   |
| 2021 - 2023 | Perdona Si No puedo Ser Sincera |
| 2021 - 2022 | El 78%                          |